# Рибалко Василь Матвійович
Василь Матвійович Рибалко (27 серпня 1919, Вільшана — 29 вересня 1990) — повний кавалер ордена Слави.

## Біографія
Народився 27 серпня 1919 року в селі Вільшані (нині Недригайлівського району Сумської області) в сім'ї селянина. Українець. Закінчив 10 класів школи. Працював машиністом авторемонтної майстерні в селі Вільшані.
У Червоній Армії з лютого 1940 року. Учасник німецько-радянської війни з червня 1941 року. Воював на Брянському, Центральному, 1-му Українському і 1-му Білоруському фронтах.
Командир гармати батареї 45-міліметрових гармат 800-го стрілецького полку (143-та стрілецька дивізія, 47-а армія, 1-й Білоруський фронт) червоноармієць Рибалко в операції зі знищення великого угруповання противника, оточеного під Ковелем в боях за населений пункт Смідин Старовижівського району Волинської області 11 липня 1944 року вогнем з гармати ліквідував вісім автомашин, шість возів і багато гітлерівців. При відбитті контратак противника обслуга гармати знищила до десяти піхотинців, підбила танк і бронетранспортер. Наказом командира 143-ї стрілецької дивізії від 13 серпня 1944 року за мужність, проявлену в боях з ворогом, червоноармієць Рибалко Василь Матвійович нагороджений орденом Слави 3-го ступеня (№ 127120).
14 серпня 1944 року, відбиваючи контратаки в районі міста Воломін (на північ від Варшави, Польща), в критичний момент бою червоноармієць Рибалко викотив гармату на пряму наводку і підпалив танк противника, знищив дві кулеметні точки і кілька ворожих солдатів. Наказом по 47-й армії від 27 вересня 1944 червоноармієць Рибалко Василь Матвійович нагороджений орденом Слави 2-го ступеня (№ 16331).
Командир взводу батареї 45-міліметрових гармат того ж полку, дивізії, фронту старшина Рибалко за період з 1 вересня по 10 жовтня 1944 року в боях за місто Воломін і в районі Варшави вразив два танки і понад двадцяти гітлерівців, придушив дві мінометні батареї і п'ять кулеметних точок. 10 жовтня 1944 року при прориві оборони противника біля населеного пункту Марцеліна (на південь від міста Томашува-Мазовецького, Польща) прямою наводкою вивів з ладу мінометну батарею, два кулемети і понад десяти піхотинців. При контратаці ворога підпустив на близьку дистанцію танки і піхоту і прямою наводкою підбив два перші танка. Указом Президії Верховної Ради СРСР від 24 березня 1945 року за мужність, відвагу і героїзм, проявлені в боротьбі з німецько-фашистськими загарбниками, старшина Рибалко Василь Матвійович нагороджений орденом Слави 1-го ступеня (№ 1098), ставши повним кавалером ордена Слави.

Могила Василя Рибалка

В боях на території Польщі був важко поранений. У 1944 році був демобілізований. Жив у Києві. Закінчив педагогічний інститут. Працював учителем історії в середній школі № 89. Помер 29 вересня 1990 року. Похований в Києві на Міському кладовищі «Берківцяхі».

## Нагороди
Нагороджений орденами Вітчизняної війни 1-го ступеня (11 березня 1985), Слави 1-го (24 березня 1945), 2-го (27 вересня 1944) та 3-го (13 серпня 1944) ступенів, медалями.

## Вшанування пам'яті
У селищі міського типу Недригайлові Сумської області на Алеї Героїв встановлено пам'ятну дошку В. М. Рибалку.